# Cyrtandra occidentalis
Cyrtandra occidentalis là một loài thực vật có hoa trong họ Tai voi. Loài này được N.P.Balakr. & B.L.Burtt mô tả khoa học đầu tiên năm 1978.